# (11056) Volland
Pour les articles homonymes, voir Volland.
(11056) Volland est un astéroïde de la ceinture principale.

## Description
(11056) Volland est un astéroïde de la ceinture principale. Il fut découvert le 6 juin 1991 à La Silla par Eric Walter Elst. Il présente une orbite caractérisée par un demi-grand axe de 2,45 UA, une excentricité de 0,16 et une inclinaison de 7,4° par rapport à l'écliptique.
Son nom est un hommage à l'écrivaine Sophie Volland, proche de Diderot.

## Compléments